# 世界三大一覧
世界三大一覧（せかいさんだいいちらん）は、世界（の少なくとも大部分）を代表するとされる3つの事物の一覧。あくまで、現状その言葉の意味として日本社会に流布している内容を記したものであり、具体的な数値に基づくランキングのトップ3と一致するとは限らない。「世界三大」のほとんどは日本で考案されたものであり、日本国内で広く使用されている。そのため、日本国外の人とのやりとりでは通用しない。関係する企業、業界団体、団体などにより、宣伝目的で設けられる場合や、一部の人々による一方的主張の場合もあり、社会的、普遍的、世界的に受容されていない場合も多いので、その点に留意しなければならない。原理的には、「三大」は個人の価値観により、人それぞれによって異なる物でもある点にも留意しなければならない。
複数説あるものはその旨を示す。

## 宗教・哲学
- 世界三大宗教
  - キリスト教、イスラム教、仏教[2]
- 三聖人
  - 釈迦、孔子、キリスト（または老子）[3]
- 世界三大宗教空間
  - サン・ピエトロ大聖堂（バチカン市国）、パルテノン神殿（ギリシャ）、法隆寺（奈良県）[4]
- 世界三大聖地
  - メッカ（サウジアラビア）、エルサレム（イスラエル）、バチカン（バチカン市国）[5]

## 歴史・地理
- 世界三大名城
  - 姫路城（日本）、ノイシュヴァンシュタイン城（ドイツ）、紫禁城（中国）
- 世界三大大火
  - 明暦の大火（江戸）、ローマ大火、ロンドン大火[6]

### 考古学
- 世界三大陵墓
  - クフ王のピラミッド（エジプト）、始皇帝陵（中国）、大仙陵古墳（仁徳天皇陵）（大阪府）[7]
- 世界三大仏教遺跡
  - アンコール・ワット（カンボジア）[8]、バガン（ミャンマー）、ボロブドゥール寺院（インドネシア）[9]

### 伝記
- 世界三大美人（世界三大美女）
  - クレオパトラ、楊貴妃、小野小町[10]。小野小町を含めるのは、明治時代の日本人が言い出しただけだとして、小野小町ではなくヘレネーを加える資料もある[11]
- 世界三大悪妻
  - クサンティッペ（ソクラテスの妻）、コンスタンツェ・モーツァルト（モーツァルトの妻）、ソフィア・トルストイ（トルストイの妻）。ソフィアの代わりにジョゼフィーヌ・ド・ボアルネ（ナポレオンの最初の妻）を入れることもある[12]

### 地理
- 世界三大潮流
  - メッシーナ海峡（イタリア）、セイモア海峡（カナダ）、鳴門海峡（徳島県、兵庫県）[13]
- 世界三大瀑布
  - イグアスの滝（アルゼンチン、ブラジル）、ヴィクトリアの滝（ジンバブエ、ザンビア）、ナイアガラの滝（アメリカ合衆国、カナダ）[14]
- 世界三大旅行記
  - 『大唐西域記』(玄奘三蔵、646年)、『東方見聞録』(マルコ・ポーロ、1298年?)、『入唐求法巡礼行記』(円仁、847年?)[15]
- 世界三大奇勝
  - ノルウェー西海岸、金剛山（北朝鮮）、東尋坊（福井県）[16] - 安山岩の柱状節理
  - ベスビオス山（イタリア）、マウナ・ケア山（アメリカ合衆国・ハワイ）、鬼押出しの溶岩（群馬県）[17]
  - 南チロルの土柱（イタリア）、ロッキー山脈の土柱（アメリカ合衆国）、阿波の土柱（徳島県） - 世界三大土柱[18]
- 世界三大峡谷
  - グランド・キャニオン（アメリカ合衆国）、フィッシュリバー・キャニオン（英語版）（ナミビア）、ブライデリバー・キャニオン（英語版）（南アフリカ）[19]
- 世界三大天然橋
  - ナチュラル・ブリッジ（英語版）（アメリカ合衆国・バージニア州）、プレビッシュトアー（英語版）（チェコ）、雄橋（広島県）[20]

## 社会
- 世界三大法典
  - ナポレオン法典、ハンムラビ法典、ローマ法大全[21]
- 世界三大奉仕団体
  - ロータリークラブ、ライオンズクラブ、キワニス[22]

### 経済
- 世界三大通貨
  - アメリカドル、ユーロ、円 - 取引量の70%を占める[23]
- 世界三大金融センター
  - ニューヨーク、ロンドン、香港[24]

- 世界三大証券取引所
  - ニューヨーク証券取引所、NASDAQ、上海証券取引所[25][26][27][28]
- 世界三大投資家
  - ウォーレン・バフェット[29]、ジョージ・ソロス[29]、ジム・ロジャーズ[30]
- 三大格付け会社
  - S&P、ムーディーズ、フィッチ・レーティングス[31]

### 民俗学・文化人類学
- 世界三大クリスマスマーケット（いずれもドイツ）
  - ドレスデン（世界最古）、シュツットガルト（世界最大）、ニュルンベルク（知名度最大）[32]

### 国防・軍事
- 世界三大記念艦
  - 三笠、ヴィクトリー、コンスティチューション[33]
- 世界三大海軍
  - アメリカ海軍、イギリス海軍、大日本帝国海軍[34][35]
- 世界の三大提督
  - ホレーショ・ネルソン (初代ネルソン子爵)、ジョン・ポール・ジョーンズ、東郷平八郎[36]

## 自然科学
- 三大学術誌
  - 『Cell』（アメリカ合衆国）、『Nature』（イギリス）、『Science』（アメリカ合衆国） - CNSと総称される[37]
- 三大数学者
  - アルキメデス、ニュートン、ガウス[38]
- 世界三大暴風圏
  - 日本（台風）、ベンガル湾（サイクロン）、メキシコ湾（ハリケーン）[39]

### 生物学
- 生物学三大奇書（生物系三大奇書）
  - ハラルト・シュテュンプケ『鼻行類』、レオ・レオニ『平行植物』、ドゥーガル・ディクソン『アフターマン』[40]
- 世界三大植物園
  - キューガーデン（イギリス）
  - ベルリン＝ダーレム植物園（ドイツ）
  - モントリオール市立植物園（カナダ）、ニューヨーク植物園（アメリカ）三大の内の一つはこの二択で意見が分かれている。
  - 「近代的」視点ではシンガポール植物園（シンガポール）が挙げられる場合もある。
- 世界三大珍植物
  - キソウテンガイ、ラフレシア、オオオニバス[41]
- 世界三大恐竜博物館
  - ロイヤル・ティレル古生物学博物館（カナダ）、自貢恐竜博物館（中国）、福井県立恐竜博物館（日本）[42]
- 世界三大奇虫
  - サソリモドキ、ヒヨケムシ、ウデムシ[43]
- 世界三大美蝶
  - ミイロタテハ（アグリアス）、モルフォチョウ、トリバネアゲハ[44]
- 世界三大珍獣
  - ジャイアントパンダ、オカピ、コビトカバ - 動物学者の高島春雄の説[45]
- 三大人種
  - 黄色人種、白色人種、黒色人種[2]

### 医学
- 世界三大研究所
  - パスツール研究所（フランス）、ロベルト・コッホ研究所（ドイツ）、伝染病研究所（現・東京大学医科学研究所）[46]
- 世界三大伝承医学
  - 中医（中国）、アーユルヴェーダ（インド）、ユナニ医学（イスラム圏）[47]
- 世界三大性典
  - 『素女経』(中国)、『カーマ・スートラ』(インド・4 -5 世紀)、『匂える園』(イスラム圏・15世紀)[48]
- 世界三大長寿地域
  - ビルカバンバ（南エクアドル）、フンザ（西パキスタン）、コーカサス地方（旧ソ連）[49]
- 世界三大感染症
  - HIV感染症、結核、マラリア[50]
- 世界三大花粉症
  - スギ花粉症（日本）、イネ科花粉症（ヨーロッパ）、ブタクサ花粉症（アメリカ合衆国）[51]

## 工学・技術
- 三大発明
  - 火薬、羅針盤、活版印刷[38]
- 世界の三大失敗 - 失敗について研究、その後の失敗予防に寄与
  - タコマ橋の崩壊（アメリカ合衆国）、コメット飛行機の墜落、リバティ船の沈没[52]
- 世界三大デザイン賞
  - iFデザイン賞（ドイツ・ハノーファー）、IDEA賞（アメリカ合衆国）、レッド・ドット・デザイン賞（ドイツ・エッセン）[53]
- 近代建築の三大巨匠
  - フランク・ロイド・ライト、ミース・ファン・デル・ローエ、ル・コルビュジエ[54]
- 世界三大銘木
  - ウォールナット、チーク、マホガニー[55]
- 世界三大ゲルバー橋
  - ケベック橋（カナダ）、フォース鉄道橋（イギリス）、港大橋（大阪府）[56][57]
- 世界三大ウエルディングショー（世界三大溶接展示会）
  - 国際ウエルディングショー（日本）、エッセンウエルディングフェア（ドイツ）、ＡＷＳウエルディングショー（アメリカ合衆国）[58]
- 世界三大モーターショー
  - ドイツ国際モーターショー（ドイツ）、ジャパンモビリティショー、北米国際オートショー（アメリカ合衆国）[59]
- 世界三大航空機用エンジンメーカー
  - ゼネラル・エレクトリック、プラット・アンド・ホイットニー、ロールス・ロイス[60]
- 世界三大高級時計
  - ヴァシュロン・コンスタンタン、オーデマ・ピゲ、パテック・フィリップ[61]
- 世界三大カメラ賞
  - TIPA WORLD AWARDS、カメラグランプリ、EISA AWARD[62]
- 世界三大ゲーム展示会（世界三大ゲームショウ）- コンピュータゲーム編集者松本隆一による命名[63]
  - E3（アメリカ合衆国）、東京ゲームショウ、ゲームズコム（ドイツ）[64]
- ビールの世界三大名産地
  - ミュンヘン（ドイツ・バイエルン州）、ミルウォーキー（アメリカ合衆国・ウィスコンシン州）、札幌[65]

## 生活

### 食生活
- 世界三大食事方法（三大食作法）
  - 手食、箸食、ナイフ・フォーク・スプーン食[66]
- 世界三大料理
  - 中華料理、フランス料理、トルコ料理[67]
- 世界三大珍味
  - トリュフ、キャビア、フォアグラ[67]
- 世界三大スープ　※4種ある
  - ブイヤベース、ふかひれスープ。3番目はボルシチまたはトムヤムクン - グルメたちの間で「甲乙つけがたい」とコンセンサスが得られていない[67]。
- 世界三大米料理
  - パエリア、ピラフ、リゾット[68]
- 世界三大ハム
  - 金華火腿[69]、ハモン・セラーノ[69]、プロシュット・ディ・パルマ[70]
- 世界三大ブルーチーズ
  - ゴルゴンゾーラ、スティルトン、ロックフォール[71]
- 世界三大嗜好飲料
  - 茶、コーヒー、ココア[72]
- 世界三大コーヒー
  - ブルーマウンテン（ジャマイカ）、キリマンジャロ（タンザニア）、コナ（ハワイ）[73]
- 世界三大銘茶
  - ウバ、祁門、ダージリン[74]
- 世界三大蒸留酒 - 主として中国での呼び方
  - 白酒、ブランデー、ウィスキー[75]
- 三大醸造酒
  - ワイン、ビール、日本酒[76]
- 世界三大貴腐ワイン（世界三大甘口ワイン）
  - ソーテルヌ（フランス）、トロッケンベーレンアウスレーゼ（ドイツ語版）（ドイツ）、トカイ・アスー（ハンガリー語版）（ハンガリー）[77]
- 世界三大酒精強化ワイン
  - シェリー（スペイン）[78]、ポート（ポルトガル）[78]、マデイラ（ポルトガル）[79]
- 世界三大臭い食べ物[80]（世界三大異臭食物[81]、世界三大激臭グルメ[82]）
  - シュールストレミング、ホンオフェ、エピキュアーチーズ[80]
  - シュールストレミング、臭豆腐、ホンオフェ、キビア[81]
  - ドリアン、シュールストレミング、臭豆腐[82]

### 衣生活
- 世界三大ファッション都市
  - 1位：ニューヨーク、2位：パリ、3位：ロンドン - アメリカの調査会社による[83]
- 世界三大ファッションスクール
  - セントラル・セント・マーチンズ（ロンドン）、パーソンズ（ニューヨーク）、文化服装学院（東京）[84]

## 産業

### 農林業
- 世界三大穀物
  - 小麦、米、トウモロコシ[85]
  - トウモロコシ、大豆、小麦 - シカゴ商品取引所の取引対象として[86]
- 世界三大果実
  - ブドウ、リンゴ、柑橘類[87]
- 世界三大美果
  - チェリモヤ、マンゴー、マンゴスチン[88]
- 世界三大花木
  - バラ、ツバキ、シャクナゲ[89]
  - カエンボク、ジャカランダ、ホウオウボク[90]
- 世界三大造園美樹
  - アロウカリア、コウヤマキ、ヒマラヤスギ[91]
- 世界三大紅葉樹
  - スズランノキ、ニシキギ、ニッサ[92]
- 三大芳香木
  - キンモクセイ、ジンチョウゲ、クチナシ[93]
- 世界三大きのこ
  - トリュフ、マツタケ、ポルチーニ[94]
- 世界三大栽培用きのこ 
  - マッシュルーム、シイタケ、フクロタケ[94]

### 畜産業
- 三大家禽　
  - ニワトリ、アヒル、ガチョウ[95]
- 毛皮の世界三大取引地
  - ライプツィヒ（ドイツ）、ロンドン（イギリス）、ニジニ・ノヴゴロド（ロシア）[96]

### 水産業
- 世界三大漁場
  - 北西太平洋海域、北東大西洋海域、北西大西洋海域[97]

### 鉱業
- 世界三大鉱山会社 - 鉄鉱石の輸出市場で計80%のシェア
  - ヴァーレ、リオ・ティント、BHPビリトン[98]

### 第二次産業
- 世界三大毛織物産地
  - 尾州（愛知県一宮市を中心とする）、ハダースフィールド（イギリス）、ビエッラ（イタリア）[99]
- 世界三大機業地（絹）
  - チューリッヒ（スイス）、クレーフェルト（ドイツ）、リヨン（フランス）[100]
- 世界三大織物
  - ゴブラン織り（フランス）、ペルシャ絨毯（イラン）、大島紬（鹿児島県）[101]
- 世界の三大眼鏡産地
  - 福井（鯖江市）、ベッルーノ（イタリア共和国ヴェネト州）、中国（深圳・東莞・温州）[102]

### 第三次産業
- 世界三大商人
  - 華人（華僑）、ユダヤ人、インド人（印僑）[103]
- 三大広告祭
  - One Show、カンヌ・ライオンズ、クリオ賞[104]
- 世界三大ベストセラー
  - 聖書、資本論、星の王子さま[105]

### 交通・観光
- 世界三大性地（世界三大性都）
  - ナイロビ（ケニア）、サンパウロ（ブラジル）、バンコク（タイ）[106]
- 世界三大縦貫鉄道計画 - 1925年の書籍による
  - カイロから喜望峰（アフリカ縦断鉄道）、サハラ鉄道、ニューヨークからブエノスアイレス[107]
- 世界三大夜景
  - 香港、函館、ナポリ[108]
- 世界新三大夜景
  - 香港、長崎、モナコ[109]
- 世界三大夕日
  - マニラ（フィリピン）、バリ（インドネシア）、釧路[110]
- 世界三大運河
  - スエズ運河（エジプト）、パナマ運河、キール運河（ドイツ）[111]
- 世界三大美港
  - シドニー港（オーストラリア）、リオデジャネイロ港（ブラジル）、ナポリ港（イタリア）[112]
- 世界三大がっかり名所
  - 人魚姫の像（デンマーク）、マーライオン（シンガポール）、シドニーのオペラハウス（オーストラリア） [113]
  - 人魚姫の像、マーライオン、ブリュッセルの小便小僧（ベルギー） [114]
  - 人魚姫の像、ブリュッセルの小便小僧、ローレライ（ドイツ）[115]
- 世界三大リゾート
  - ゴールドコースト（オーストラリア）、マイアミ（アメリカ合衆国）、コートダジュール（フランス）[116]
- 世界三大公園
  - ブローニュの森（パリ）、ハイド・パーク（ロンドン）、ティーアガルテン（ベルリン）[117]
- 世界三大カジノ都市
  - ラスベガス（アメリカ合衆国）、モナコ、マカオ[118]

## 芸術・文化
- 世界三大図書館
  - アメリカ議会図書館、大英図書館、フランス国立図書館[119]
- 世界三大美術館
  - ルーブル美術館、エルミタージュ美術館、メトロポリタン美術館[120]
- 世界三大国際映画祭
  - カンヌ国際映画祭（フランス）、ベルリン国際映画祭（ドイツ）、ヴェネツィア国際映画祭（イタリア）[121]
- 世界三大ファンタスティック映画祭
  - ポルト国際映画祭（ポルトガル）、ブリュッセル国際ファンタスティック映画祭（ベルギー）、シッチェス・カタロニア国際映画祭（スペイン）[122]
- 世界の三大演劇演技体系（世界戯劇三大表演体系[123]）
  - スタニスラフスキー・システム、ベルトルト・ブレヒトの演劇芸術、京劇芸術体系（梅蘭芳）[124]
- 世界三大喜劇王
  - チャールズ・チャップリン、バスター・キートン、ハロルド・ロイド[125]
- 世界三大サーカス
  - リングリングサーカス（アメリカ合衆国）、ボリショイサーカス（ロシア）、木下大サーカス[126][127](岡山県)
  - 戦前の例ではベル・ハームストン・サーカス（イギリス）が世界三大サーカスとして紹介されている[128]。
- 世界三大民族舞踊団
  - モイセーエフ民族舞踊団（ソ連）、メキシコ民族舞踊団、マゾフシェ民族合唱舞踊団（ポーランド）[129]
- 世界三大雪まつり
  - さっぽろ雪まつり[130]、ケベック・ウィンター・カーニバル（カナダ）[130]、ハルビン氷祭り（中国）[131]

### 美術
- 世界三大文化巨匠
  - レオナルド・ダ・ヴィンチ、レンブラント・ファン・レイン、葛飾北斎 - 神山典士の著書で出典なしに言及される[132]
- 世界三大彫刻家
  - 国中連公麻呂、ペイディアス、ミケランジェロ・ブオナローティ[133]
- 世界三大肖像画家
  - ディエゴ・ベラスケス、東洲斎写楽、レンブラント・ファン・レイン[134] - 一般にはドイツ人著述家ユリウス・クルトが明治43年（1910年）の著書『SHARAKU』[135]の中で選定したという説明が広まっているが、そのような事実はない。
  - ディエゴ・ベラスケスに替えてピーテル・パウル・ルーベンスを加える説もある[136]
  - レンブラント、ベラスケスの組み合わせが定着する以前では、レオナルド・ダ・ヴィンチ[137]、ミケランジェロ・ブオナローティ[138]、アルブレヒト・デューラー[139]の名前を挙げている例も存在する。
  - 上記のように写楽を含めた三人が「（世界の）三大肖像画家」と呼ばれるようになる以前は、ジョシュア・レノルズ、トマス・ゲインズバラ、ジョージ・ロムニー（またはアラン・ラムゼー）が「（英国の）三大肖像画家」[140]と、ジャン＝フランソワ・ド・トロワ、ニコラ・ド・ラルジリエール、イアサント・リゴーが「（十八世紀初頭の）三大肖像画家」[141]と呼ばれていた。

- 世界三大マンガ文化圏
  - フランスマンガ文化圏、アメリカマンガ文化圏、日本マンガ文化圏[142]

### 音楽
- 世界三大音楽コンクール
  - チャイコフスキー国際コンクール（ロシア）、ショパン国際ピアノコンクール（ポーランド）、エリザベート王妃国際音楽コンクール（ベルギー）[143]
- 世界三大オーケストラ
  - ベルリン・フィルハーモニー管弦楽団（ドイツ）、ウィーン・フィルハーモニー管弦楽団（オーストリア）、ロイヤル・コンセルトヘボウ管弦楽団（オランダ）[144]
- 世界三大劇場（世界三大オペラハウス）
  - スカラ座（イタリア）、パリ・オペラ座（フランス）、テアトロ・コロン（アルゼンチン）[145]
  - （世界三大歌劇場）ウィーン国立歌劇場（オーストリア）、スカラ座、メトロポリタン歌劇場（アメリカ合衆国）[146]
- 音楽の世界三大聖地
  - マディソン・スクエア・ガーデン（アメリカ合衆国）、カーネギー・ホール（アメリカ合衆国）、ウェンブリー・アリーナ（イギリス）[147]
- 三大テノール
  - プラシド・ドミンゴ、ホセ・カレーラス、ルチアーノ・パヴァロッティ[148]
- 三大交響曲
  - 『未完成』（シューベルト）、『運命』（ベートーヴェン）、『新世界より』（ドヴォルザーク）[149]
- 世界三大ピアノブランド
  - スタインウェイ・アンド・サンズ（STEINWAY＆SONS）、ベーゼンドルファー（Bosendorfer）、ベヒシュタイン（C.BECHSTEIN）[150]
- 三大ヴァイオリン協奏曲
  - 『ニ長調　作品61』（ベートーヴェン）、『ホ短調　作品64』（メンデルスゾーン）、『ニ長調　作品77』（ブラームス）[151]
- 三大レクイエム
  - ヴェルディ、フォーレ、モーツァルト[152]
- 三大オラトリオ
  - 『ジェロンティアスの夢』（エルガー）、『メサイア』（ヘンデル）、『エリヤ』（メンデルスゾーン）[153]
- 三大アヴェ・マリア
  - シューベルトのアヴェ・マリア、 バッハ・グノーのアヴェ・マリア、カッチーニ（ヴァヴィロフ）のアヴェ・マリア[154]
- 三大ロンドンパンクバンド
  - ザ・クラッシュ、セックス・ピストルズ、ダムド[155]
- 三大ギタリスト
  - エリック・クラプトン、ジェフ・ベック、ジミー・ペイジ[156]
- 現代の三大ギタリスト（New Guitar Gods）
  - ジョン・フルシアンテ、ジョン・メイヤー、デレク・トラックス[157]

## スポーツ
- 学生による世界三大競技
  - オックスフォード大学対ケンブリッジ大学（ザ・ボート・レース）、イェール大学対ハーバード大学（The Game）、早稲田大学対慶應義塾大学（早慶戦）[158]
- 世界三大モータースポーツ
  - フォーミュラ1、FIA 世界耐久選手権、世界ラリー選手権[159]
- 世界三大レース
  - インディ500、モナコグランプリ、ル・マン24時間レース[160]
- 世界三大24時間耐久レース
  - スパ・フランコルシャン24時間レース、デイトナ24時間レース、ル・マン24時間レース[161]
- 世界三大ロードレース「グランツール」（通称・三大ツール）
  - ジロ・デ・イタリア、ツール・ド・フランス、ブエルタ・ア・エスパーニャ[162]

## 文学
- 三大文豪
  - シェイクスピア、ゲーテ、ダンテ（またはドストエフスキー）[163]
  - シェイクスピア、ゲーテ、ビクトル＝ユゴー[164]
- 三大SF作家
  - アイザック・アシモフ、アーサー・C・クラーク、ロバート・A・ハインライン[165]
- 三大ファンタジー小説
  - 指輪物語、ナルニア国ものがたり、ゲド戦記[166]
- 三大モンスター - ホラー作家スティーブン・キングの説
  - 『フランケンシュタイン』、『ドラキュラ伯爵』、『ジキル博士とハイド氏』[167]